# Дорше (Елцький повіт)
Дорше (пол. Dorsze, нім. Dorschen) — село в Польщі, у гміні Каліново Елцького повіту Вармінсько-Мазурського воєводства.
Населення — 91 особа (2011).
У 1975-1998 роках село належало до Сувальського воєводства.

## Демографія
Демографічна структура станом на 31 березня 2011 року:
|          | Загалом | Допрацездатний вік | Працездатний вік | Постпрацездатний вік |
| -------- | ------- | ------------------ | ---------------- | -------------------- |
| Чоловіки | 42      | 8                  | 30               | 4                    |
| Жінки    | 49      | 11                 | 30               | 8                    |
| Разом    | 91      | 19                 | 60               | 12                   |